# Liste der Mitglieder der Internationalen Thesaurus-Kommission und der Direktoren, Generalredaktoren, Redaktoren und wissenschaftlichen Mitarbeiter des Thesaurus Linguae Latinae
Diese Liste erfasst die Mitglieder der Internationalen Thesaurus-Kommission, deren Präsidenten sowie die Direktoren, Generalredaktoren, Redaktoren und wissenschaftlichen Mitarbeiter des Thesaurus Linguae Latinae.

## Mitglieder der Thesaurus-Kommission (Träger-Akademien) von 1893 bis 1949
Trägerakademien
Der Thesaurus wurde von 1893 und bis 1949 geleitet und finanziert von folgenden Trägerakademien bzw. deren Nachfolgern (mit Angabe der Namensveränderungen in Klammern):
- der Bayerischen Akademie der Wissenschaften in München,
- der Preußischen Akademie der Wissenschaften zu Berlin (Deutsche Akademie der Wissenschaften zu Berlin, Akademie der Wissenschaften der DDR, Gelehrtensozietät der ehemaligen Akademie der Wissenschaften der DDR, Berlin-Brandenburgische Akademie der Wissenschaften),
- der Gesellschaft der Wissenschaften zu Göttingen,
- der Sächsischen Gesellschaft der Wissenschaften in Leipzig,
- der Kaiserlichen Akademie der Wissenschaften in Wien und
- vom Schweizerischen Altphilologenverband (ab 1934).

Präsidenten der Thesaurus-Kommission (Kommission der Träger-Akademien) bis 1949
- Hermann Diels 1893–1896
- Wilhelm von Hartel 1896–1907
- Friedrich Vollmer 1908–1923
- Eduard Norden 1923–1934
- Johannes Stroux 1934–1949

## Mitglieder der Internationalen Thesaurus-Kommission
Die Internationale Thesaurus-Kommission wurde am 7. April 1949 gegründet, um die Fortführung des Unternehmens sicherzustellen. Der Geschäftsführende Ausschuss wird von der Thesaurus-Kommission auf jeweils drei Jahre ernannt.
Seit 1949 hinzugetretene Akademien
- Großbritannien (The British Academy)
- Heidelberg (Heidelberger Akademie der Wissenschaften)
- Schweden (Kungliga Vitterhets Historie och Antikvitets Akademien)
- USA (American Philological Association)
- FIEC (Fédération Internationale des Associations d’Études Classiques)
- Frankreich (Société des Études Latines)
- Niederlande (Nederlands Klassiek Verbond)
- Italien (Accademia Nazionale dei Lincei)
- Mainz (Akademie der Wissenschaften und der Literatur in Mainz)
- Belgien (Koninklijke Academie voor Wetenschappen, Letteren en Schone Kunsten van Belgie)
- Dänemark (Det Kongelige Danske Videnskabernes Selskab)
- Düsseldorf (Nordrhein-Westfälische Akademie der Wissenschaften)
- Polen (Polska Akademia Nauk)
- Japan (The Japan Academy)
- Finnland (Suomen Tiedeakatemiain Valtuuskunta)

Diese werden jeweils von Delegierten in der Internationalen Thesaurus-Kommission vertreten.
Einzelmitglieder der Thesaurus-Kommission (kooptiert)
- Carl Becker 1964–1965
- Franz Blatt 1953–1964
- Franz Bücheler 1893–1908
- Alfons Bürge
- Luigi Castiglioni 1938–1965
- Hermann Diels 1912–
- Georg Dittmann 1934–1956
- Karl Egger 1979–2003
- Wilhelm Ehlers 1976–1988
- Eduard Fraenkel 1933–1949, 1949–1970
- George Patrick Goold 1980–1989
- Heinz Haffter 1954–1958, 1980–1998
- Günther Jachmann 1932–1936, 1949–1979
- Josef Kroll 1954–1980
- Manu Leumann 1958–1977
- Einar Löfstedt 1936–1949
- Ernst Lommatzsch 1912–1949
- Dieter Nörr 1987–2017
- Otto Plasberg 1918–1924
- Heikki Solin
- Johannes Stroux 1927–1931, 1936–1938
- Ernst Vogt 1983–1986
- Friedrich Vollmer 1905–1909
- Hans Wieland 1991–2010

Präsidenten der Internationalen Thesaurus-Kommission
- Manu Leumann 1949–1958
- Carl Becker 1965–1973
- Heinz Haffter 1973–1979
- Viktor Pöschl 1979–1988
- Charles Oscar Brink 1988–1994
- Josef Delz 1994–2002
- Ernst Vogt 2002–2014
- Alfons Bürge 2014–2020
- Kathleen M. Coleman seit 2020

Vizepräsidenten der Internationalen Thesaurus-Kommission
- Charles Oscar Brink 1979–1988
- Ernst Vogt 1998–2002, als Delegierter der Bayerischen Akademie der Wissenschaften
- François Paschoud 2002–2014, als Delegierter der Fédération Internationale des Associations d’Études Classiques
- Heikki Solin 2014–20xx
- Wolfgang Dieter Lebek, seit 20xx

Derzeitiger geschäftsführender Ausschuss (2023)
- Kathleen M. Coleman, Society for Classical Studies (Präsidentin)
- Wolfgang Dieter Lebek, Nordrhein-Westfälische Akademie der Wissenschaften und Künste (Vizepräsident)
- Marianne Pade, Det Kongelige Danske Videnskabernes Selskab (Kopenhagen)
- Maria Selig, Bayerische Akademie der Wissenschaften

## Direktoren und Generalredaktoren
1893–1899: Zu Beginn des Unternehmens standen zwei Direktoren an seiner Spitze, in Göttingen Friedrich Leo und in München Eduard Wölfflin.
Im Jahr 1899 wurden die beiden Standorte in München zusammengeführt und nunmehr von einem Generalredaktor geleitet:
1. 1899–1905: Friedrich Vollmer
2. 1905–1912: Ernst Lommatzsch
3. 1912–1936: Georg Dittmann
4. 1936–1942: Bernhard Rehm
5. 1942–1947: Hans Rubenbauer
6. 1947–1952: Heinz Haffter
7. 1952–1974: Wilhelm Ehlers
8. 1974–2001: Peter Flury
9. 2001–2008: Hugo Beikircher
10. 2009–2013: Silvia Clavadetscher
11. 2014–2024: Michael Hillen
12. seit 2024: Josine Schrickx

## Redaktoren
Derzeitige Redaktoren
- John Blundell
- Michael Hillen 1994–
- Nigel Holmes
- Cornelis G. van Leijenhorst
- Marijke Ottink 2015–
- Paolo Pieroni 2010–
- Josine Schrickx 2015–

Frühere Redaktoren
- Hugo Beikircher 1967–
- Wolfgang Buchwald
- Silvia Clavadetscher 2004–2013
- Wilhelm Ehlers 1939–1941, 1948–1974
- Peter Flury
- Heinz Haffter
- Oskar Hey 1927–1934
- Otto Hiltbrunner 1948–1960
- Johann Baptist Hofmann 1927–1950
- Max Ihm 1902–1906
- Ida Kapp 1930–1962
- Dietfried Krömer 1983–2003
- Ernst Lommatzsch
- Berthold Maurenbrecher
- Gustav Meyer
- Hans Rubenbauer 1956–1963
- Anton Szantyr
- Friedrich Vollmer
- Claudia Wick 2010–2012 ?
- Hans Wieland 1954–2010

## Wissenschaftliche Mitarbeiter (Auswahl)
- Karin Alt 1956–1958
- Rudolf Beutler 1936–1938
- Ernst Bickel
- Theodor Bögel 1901–1903, 1909–1912
- Franz Bömer 1935–1937
- Charles Oscar Brink 1933–1938
- Franz Burger 1905–1908
- Hans Drexler 1923–1924
- Caelestis Eichenseer 1952–1975
- Eduard Fraenkel 1913–1915
- Peter Frei 1953–1955
- Wolf-Hartmut Friedrich 1931–1935. 1939
- Joachim Gruber 1961–1963
- Alfred Gudeman 1904–1916
- Hans Georg Gundel 1938–1940
- Rolf Heine 1966–1968
- Otto Hiltbrunner 1940–1944, 1948–1961
- Johann Baptist Hofmann 1909–1954
- Margaret Hubbard (1954–1955)
- Wolfgang Hübner 1968–1971
- Max Imhof 1955–1957
- Günther Jachmann 1909–1912. 1914–1917
- Ida Kapp 1916–1930
- Ursula Keudel 1969–1993
- Wytse Hette Keulen 1994–1997
- Ulrich Knoche 1927–1929
- Hildegard Kornhardt 1936–1938, 1949–1959
- Maximilian Lambertz 1907–1910
- Manu Leumann 1919–1927
- Berthold Maurenbrecher 1906–1923
- Richard Meister 1906–1907
- Walter F. Otto 1899–1911
- Karl Plepelits 1970–1979
- Hans Poeschel 1905–1907
- Otto Prinz 1933–1939
- Franz Quadlbauer 1967–1970
- Friedrich Reisch 1907–1915
- Will Richter 1934–1934
- Paul Sakolowski 1894–1899
- Christine Schmitz 1991–1992
- Wolfgang Schmid 1936–1937
- Walther Schwering 1908–1914
- Georg Sigwart 1908–1916
- Otto Skutsch 1932–1934
- Gabriele Thome 1979–1980, 1987–1994